# Sultanat d'Asahan
1630–1946

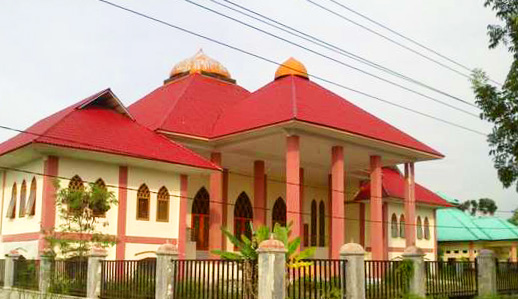
Réplique du palais des sultans d'Asahan à Tanjungbalai

Le sultanat d'Asahan  était un État princier d'Indonésie situé sur la côte nord-est de l'île de Sumatra. Sa capitale était Tanjungbalai. Aujourd'hui, Asahan est un kabupaten (département) de la province de Sumatra du Nord.

L'actuel kabupaten d'Asahan dans la province de Sumatra du Nord

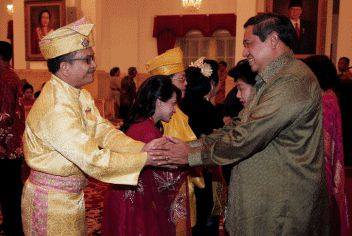
Le sultan Kamal Abraham Abdul Jalil Rahmad Shah d'Asahan et le président indonésien Susilo Bambang Yudhoyono

L'actuel sultan est Kamal Abraham Abdul Jalil Rahmad Shah.

## Histoire
Asahan est fondé par le Raja Abdul Jalil, fils du sultan Iskandar Muda d'Aceh, vers 1630. L'état est demeuré tributaire d'Aceh jusqu'au début du XIXe siècle.
L'un des sultans d'Asahan, Raja Musa Shah est mort en 1808, laissant un fils posthume. Cependant, les règles de la succession n'ont pas accordé un seul jour s'écouler entre l'enterrement de l'ancienne règle et la proclamation de son successeur. Par conséquent, le frère cadet de Musa Shah devint sultan d'Asahan sous le nom de Raja Ali Shah. Plusieurs nobles, particulièrement ceux appartenant à la communauté de Batak, n'ont pas accepté la nouvelle règle. Le fils posthume de Raja Musa Shah fut proclamé sultan dans la principauté de Kualuh. Il sera par la suite reconnu comme souverain en tant que Yang di-Pertuan Muda ou vice-souverain.
Les relations entre Aceh et Asahan  furent très souvent tendues mais la guerre ne fut jamais déclarée.

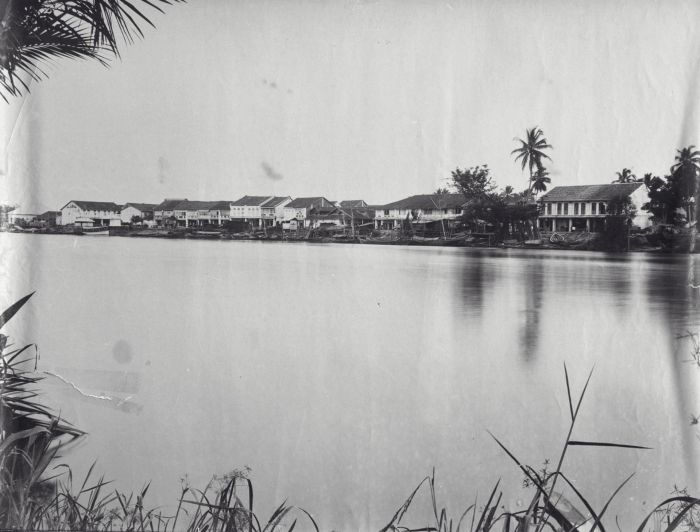
Tanjungbalai en 1895

## Liste des souverains de l'Asahan

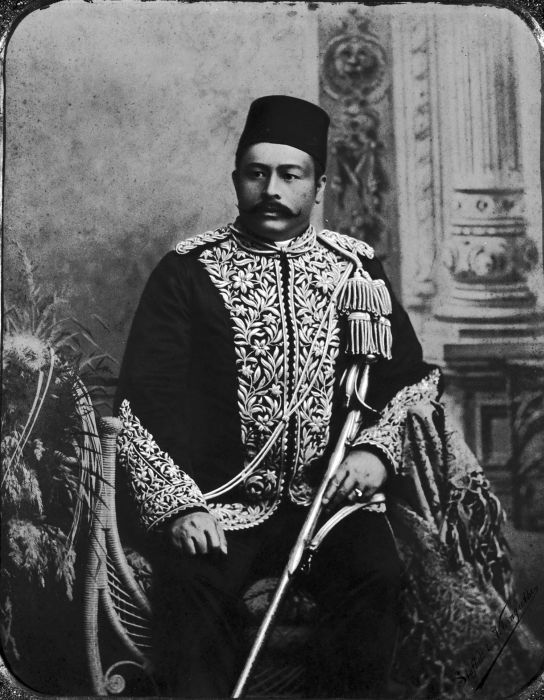
Le sultan Muhammad Hussain Rahmad Shah II (règne 1888-1915)

- 1630-16XX : Abdul Jalil Shah Ier, fils du sultan d'Aceh Iskandar Muda
- 16XX-17XX : Said Shah, fils du précédent
- 17XX-1760 : Muhammad Mahrum Shah, fils du précédent
- 1760-1765 : Abdul Jalil Shah II, fils du précédent
- 1765-1805 : Dewa Shah, fils du précédent
- 1805-1808 : Said Musa Shah, fils du précédent
- 1808-1813 : Muhammad Ali Shah, fils de Dewa Shah
- 1813-1859 : Muhammad Hussain Rahmad Shah Ier, fils du précédent
- 1859-1888 : Ahmad Shah, fils du précédent
  - 1865-1867 : Al-Haji Abdullah Nikmatullah Shah, Régent
- 1888-1915 : Muhammad Hussain Rahmad Shah II, fils de Muhammad Hussain Rahmad Shah Ier
- 1915-1980 : Abdul Jalil Shah III, fils du précédent
  - 1915-1916 : Tengku Alang Yahya, Régent
- 1980- : Abdul Jalil Shah IV

## Source
- Généalogie des sultans d'Asahan